# Vanilla Essence
Vanilla Essence (ヴァニラエッセンス) és un manga creat Yamatogawa. Consisteix en una col·lecció de relats.
El 2016 es publicà a França. Eixe mateix any, als Estats Units l'editorial Digital Manga creà una campanya de micromecenatge mitjançant Kickstarter el gener que acabà el mateix mes amb èxit.
A Manga-news se la puntuà amb un 16,5 sobre 20. A Planete DB se la puntuà amb un 2 sobre 4.